# 협녀
《협녀》(중국어 간체자: 侠女, 정체자: 俠女, 병음: Xiá Nǚ)는 1971년 공개된 대만의 무협 영화이다.

## 출연

### 주연
- 서풍
- 석준

### 조연
- 백응
- 전붕
- 조건
- 묘천
- 장빙옥
- 설한
- 왕서
- 교굉
- 한영걸
- 만중산
- 유초
- 고명
- 노직
- 가로석
- 문축화
- 장윤문
- 사중모
- 두위화
- 진세위
- 학리인
- 홍금보
- 오명재
- 천후이이
- 임정영
- 산모
- 용비
- 양세균
- 기호쇠
- 반요곤
- 장의귀
- 유유빈
- 서경춘
- 용방

## 기타
- 출품인: 사영봉
- 프로듀서: 양세경
- 조명: 황호남
- 조명: 황호
- 조연출: 도충훈
- 조연출: 묘천
- 미술: 호금전
- 미술: 추지량
- 미술: 진상림
- 분장: 오서청
- 헤어: 침보해
- 의상: 이가지
- 무술연출: 한영걸
- 무술연출: 반요곤